# Binär operator
En binär operator, dyadisk operator, inre komposition eller binär operation är inom matematiken en kalkylering eller en operation med två indatakvantiteter, d.v.s. en operator med aritet 2.
Mer precist är en binär operation på en mängd S en binär funktion från S och S till S, med andra ord en funktion f från den cartesiska produkten S × S till S. Ibland, särskilt i datavetenskap, används termen för alla binära funktioner. I begreppet binär operator ingår restriktionen att funktionen f avbildar från element i mängden S till samma mängd (S), det vill säga att den är sluten.
De mest välbekanta binära operatorerna är de tre vanliga räknesätten addition, subtraktion och  multiplikation av tal. Division av reella tal är däremot inte i matematisk mening en binär operator, eftersom det inte är möjligt att definiera division med noll. Andra exempel är addition och multiplikation av matriser, och sammansättning av funktioner. 
Binära operationer är grundvalen för algebraiska strukturer studerade i abstrakt algebra: de bildar del av grupper, monoider, semigrupper, ringar m.m. Mest allmänt är en magma en mängd tillsammans med valfri binär operation definierad på den.
Många binära operationer av intresse är kommutativa eller associativa. Många har även ett neutralt element och inverst element.
Binära operationer skrivs ofta med infixnotation som a * b, a + b, eller a · b snarare än genom funktionsnotation på formen f(a,b). Ibland skrivs operanderna tätt ihop utan någon speciell symbol för operatorn: ab, så kallad juxtaposition. De kan även uttryckas med prefix- eller postfixnotation. En prefixnotation, polsk notation, gör parenteser onödiga; dess motsvarande variant i postfixform, omvänd polsk notation (eng. reverse polish notation, RPN), är kanske vanligare.

## Externa binära operationer
En extern binär operation är en binär funktion från K × S till S. Detta skiljer sig från en binär operation i strikt mening genom att K inte nödvändigtvis är samma mängd som S; dess element kommer "utifrån".
Ett exempel på en extern binär operation är multiplikation med skalär i linjär algebra. Här är K en kropp och S ett vektorrum över K.
En extern binär operation kan alternativt ses som en verkan av K på S.